# Tilek Tekebajew
Tilek Kydyrmajewitsch Tekebajew (kirgisisch Тилек Кыдырмаевич Текебаев; geb. 28. Februar 1977 in Bischkek) ist ein kirgisischer Politiker. Aktuell ist er Minister für Verkehr und Telekommunikation seines zentralasiatischen Heimatlandes.

## Karriere
Im Jahr 1998 bekam er seinen ersten Job. Sein Studium für Maschinenbau schloss er 2000 ab. Nach seinem Abschluss wurde er Mitarbeiter bei Kyrgysaltyn und stieg dort in einige hohe Posten auf. Seine Karriere im Staat begann 2012, als er stellvertretender Verwalter der Straße Bischkek–Naryn–Torugart wurde. Danach arbeitete er sich in verschiedene höhere politische Posten hoch, bis er unter Sadyr Dschaparow im Jahr 2022 zunächst kommissarisch, dann dauerhaft Verkehrsminister wurde.
Nachdem der Ausbau der Straße von Osch nach Rassakow nur langsam voranschritt, drohte ihm der stellvertretende Vorsitzende des Ministerrats Kamytschbek Taschjew mit der Entlassung, sollte die Straße nicht bald fertiggestellt sein.